# Torre de Paliporão

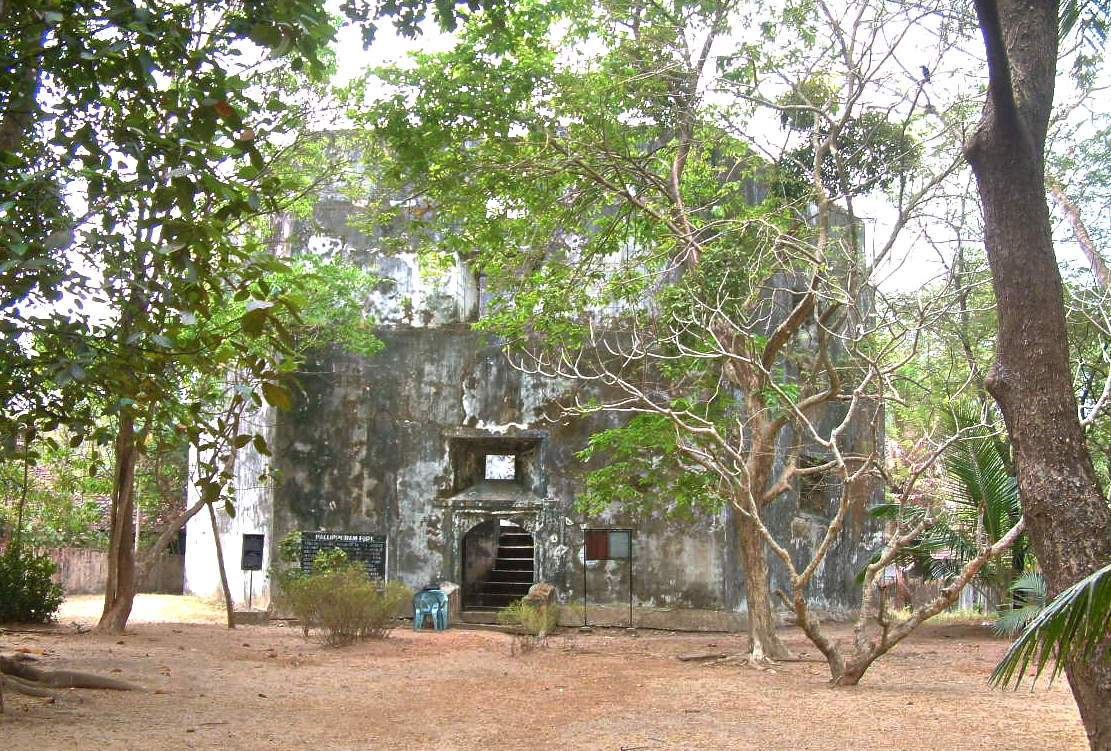
Torre de Paliporão, Índia.

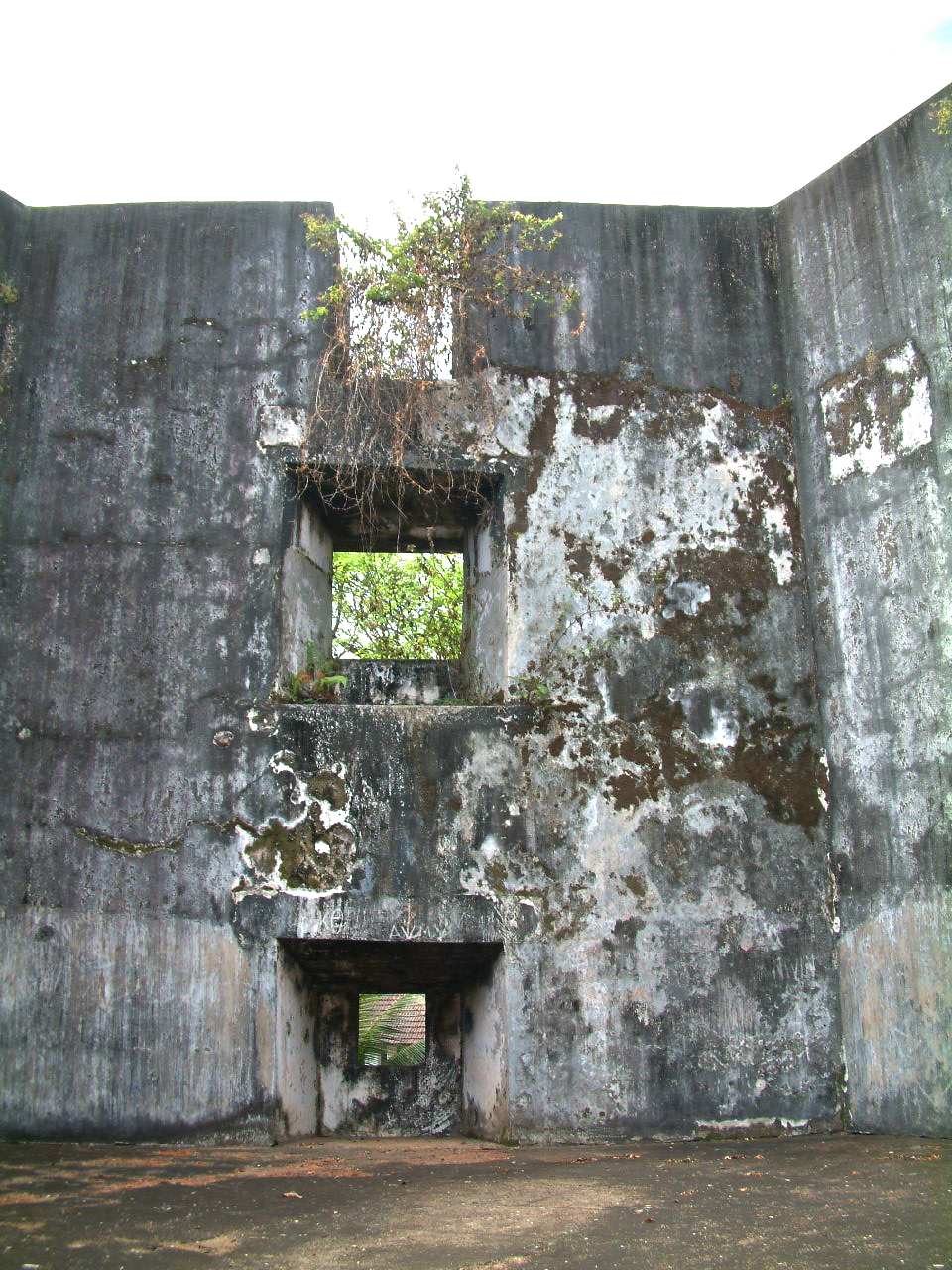
Torre de Paliporão: interior.

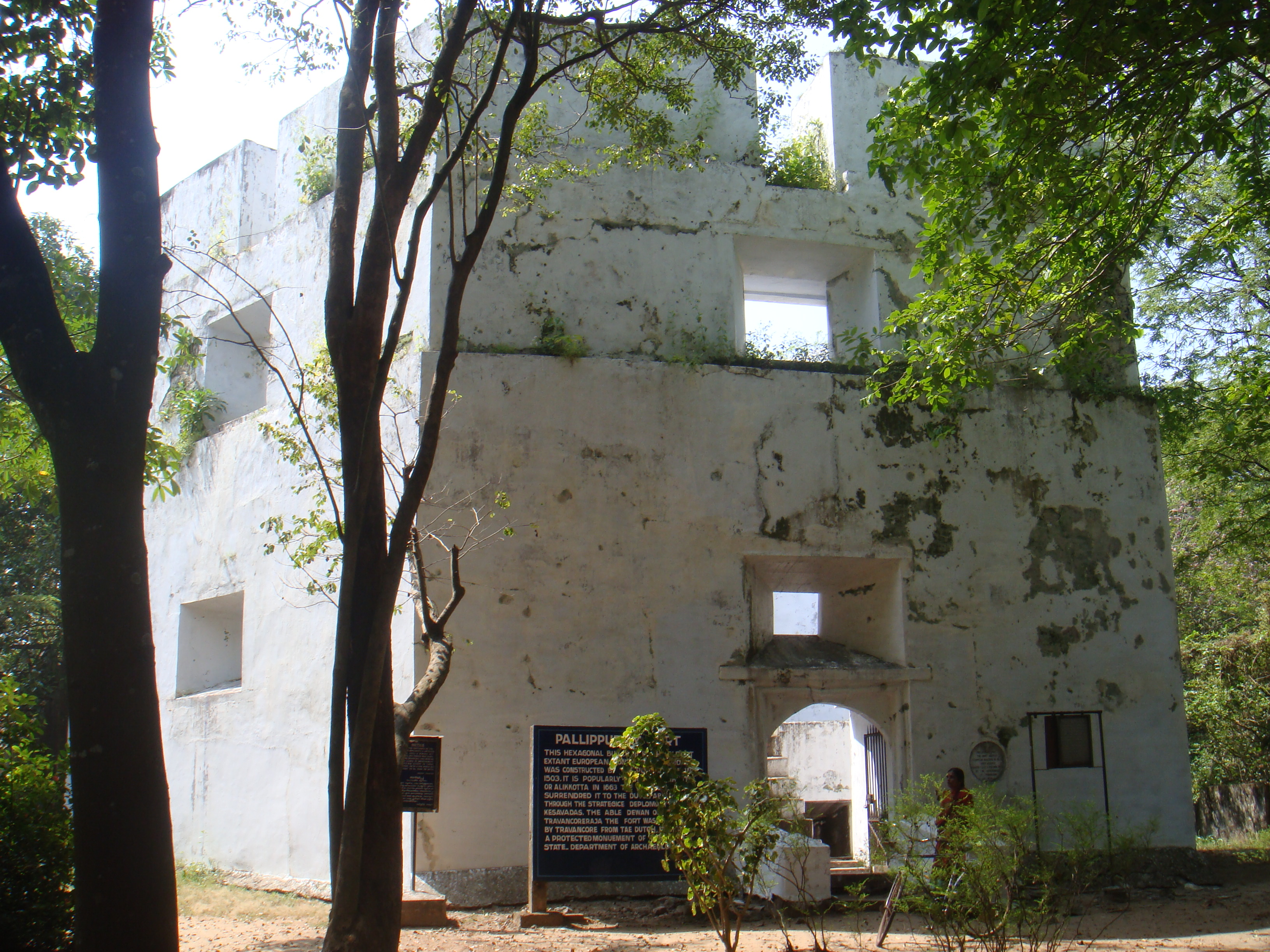
Torre de Paliporão: exterior.

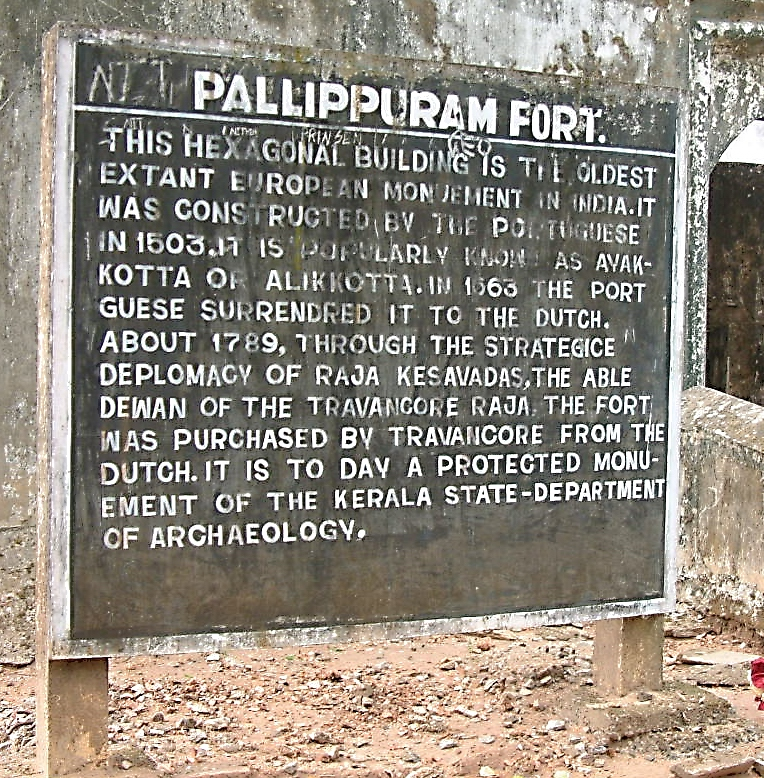
Torre de Paliporão: placa informativa.

A Torre de Paliporão, também referida como Forte de Paliporto, localiza-se em Pallippuram, uma vila na ilha Vypeen (ilha de Vaipim) no distrito de Ernakulam no estado de Kerala, no litoral sudoeste da Índia. É conhecida popularmente como Ayikkotta ou Alikotta.

## História
Na costa do Malabar, a norte de Cochim, terá sido erguida por forças portuguesas em 1503 sendo considerada localmente a mais antiga estrutura de fortificação europeia remanescente no país.
Em 1661 forças neerlandesas conquistaram a torre aos portugueses. Esta foi posteriormente vendida ao reino de Travancore em 1789.
Encontra-se sob a proteção do Departamento de Arqueologia do Estado de Kerala desde 1964.

## Características
A torre apresenta planta no formato hexagonal, que lembra a da Casa da Torre, no litoral do estado da Bahia, no Brasil, erguida posteriormente, em 1551.